# Wijde Ee (Smallingerland)
De Wijde Ee (Fries en officieel: Wide Ie) is een meer in de gemeente Smallingerland in de provincie Friesland (Nederland) bij De Veenhoop.

## Beschrijving
De Wijde Ee is 2,3 kilometer lang en gemiddeld 300 meter breed. Het wordt aan de westkant begrensd door het Grietmansrak (Grytmansrak). In het oosten gaat de Wijde over in de Monnike Ee (Wide Mûntsegroppe) richting Drachten. Halverwege aan de noordkant ligt het Stobbegat. De Hooidamsloot (Headamsleat) die aan de noordwestkant ligt, mondt uit in de Wijde Ee.
Ten noorden van de Wijde Ee liggen de dorpen Oudega en Eernewoude. Ten zuiden ligt De Veenhoop (Smallingerland) Tussen het Grietmansrak en de Hooidamsloot ligt de uitspanning Ie-Sicht.

## Naam
De Wijde Ee wordt ook wel Drachtster Wijde Ee genoemd, ter onderscheiding van de Wijde Ee bij Grouw en de Wijde Ee bij Bergum. De Friese naam Wide Ie geldt sinds 15 maart 2007 als de officiële naam.